# King Diamond
King Diamond, cujo nome verdadeiro é Kim Bendix Petersen (Copenhague, 14 de junho de 1956), é um cantor dinamarquês de heavy metal, conhecido por sua extensão vocal, especialmente no uso do falsete,  maquiagem pesada e apresentações que são bastante teatrais. Sua primeira banda foi Black Rose e em 1980 ele formou o grupo Mercyful Fate. Seus álbuns musicais sempre contam histórias de horror, algumas baseadas em factos reais como é o caso do álbum "The Eye", de 1990, que conta histórias da perseguição de supostas bruxas, e abuso sexual contra freiras, ocorridas durante a Inquisição Francesa, entre 1450–1670. 
A estrutura de seu microfone é feita com ossos humanos.
Após mais de 30 anos de carreira, King Diamond se destaca como um ícone do heavy metal, sendo influência para muitos músicos e bandas até os dias de hoje. O site Loudwire o colocou  entre os "10 Vocalistas com agudos mais impressionantes" e foi eleito pelo site VH1 na lista dos "10 cantores de heavy metal com vocal mais agudo".

## Início de carreira e Mercyful Fate
King Diamond começou a cantar com o Black Rose, uma banda com influências de rock psicodélico e do hard rock, formada no ano de 1979. Em 1981 formaria a banda Mercyful Fate junto ao guitarrista Hank Shermann, seu primeiro grande projeto, mesclando um completo e obscuro heavy metal com letras explicitamente satânicas. Após a gravação de dois discos que deixaram um grande legado para o metal extremo, formou o King Diamond como projeto solo, na ativa desde 1985, e permanece com sua única banda após o fim do Mercyful Fate em 1999.
Outros projetos com os quais evolveu-se anteriormente foram: Brats, banda de hard rock/punk na qual foi vocalista em 1981, e na banda de heavy metal Danger Zone, no mesmo ano. Também colaborou em 2004 no projeto Probot de Dave Grohl, cantando na canção "Sweet Dreams" do álbum homônimo.

## Carreira solo

### Início (1985-1987)
King Diamond começou sua carreira como o notório frontman do hoje cultuado, Mercyful Fate. A banda gravou álbuns no início dos anos 1980, hoje considerados clássicos, antes da separação motivada por diferenças musicais.
King Diamond lançou a carreira solo em 1985 com o auxílio do ex-membros do Mercyful Fate Michael Denner, guitarrista e do baixista Timi Hansen. Completavam a primeira formação o guitarrista Andy LaRocque e o baterista Mikkey Dee. A banda gravou um single chamado "No Presents For Christmas" e, logo em seguida, lançaria seu primeiro LP: Fatal Portrait, gravado na primavera seguinte. O álbum se tornou um hit entre a legião de fanáticos do Mercyful Fate que percebeu que o legado vivia na mente obscura e aterradora de King. Fatal Portrait estreou na posição 33 das paradas musicais suecas, e logo surgiu o single "Halloween", lançado em 6 de junho de 1986.

### Era clássica (1987-1991)

Logotipo de sua banda solo

Antes do segundo disco, o grupo divulgou o single "The Family Ghost" em 1 de julho de 1987, o qual rendeu o primeiro videoclipe deles. Em 21 de outubro de 1987 a banda lançou seu segundo LP, Abigail, que tocava sobre muito mais do que os temas de horror concebidos por King e sugeridos em seu debut. O álbum se tornou um sucesso expandindo King muito além do que o Mercyful Fate havia atingido, alcançando inclusive mais vendagem e exposição do que sua antiga banda: chegou à posição 39 na Suécia, 68 nos Países Baixos e 123 na Billboard 200. O contratempo foi a saída do guitarrista Michael Denner, amizade de longa data, que deixou a banda por alguns compromissos de turnê e foi substituído por um curto período pelo ex-guitarrista do Madison, Michael Moon, que foi responsável por tocar no restante da tour, que acabou rendo o disco ao vivo In Concert 1987: Abigail.
A banda foi altamente aclamada por sua imaginação lírica, que foi melhor desenvolvida em seu próximo trabalho, "Them". O álbum era novamente inteiramente conceitual, e alguns achavam que poderia ser translado para uma grande novela ou ainda melhor, um filme. A ingenuidade do projeto tão bem consumado renderam a King Diamond seu primeiro álbum a entrar na parada musical Top 100 da Billboard (nº 89),  tornando "Them" o melhor desempenho nas paradas dos EUA, além do ótimo desempenho em outros países – 38 na Suécia e 65 nos Países Baixos. O grupo, agora incluindo novos membros como o guitarrista Pete Blakk e o baixista Hal Patino, embarcou na sua turnê de maior sucesso até então, partilhando o palco com atores que faziam diferentes papéis do citado disco.
Rapidamente seguindo o sucesso e continuando a linha de história de "Them", King Diamond gravou Conspiracy, álbum de 1989. O disco foi a última performance do baterista Mikkey Dee (que mais tarde iria se juntar ao Motörhead) e dava início do envolvimento de Snowy Shaw com King Diamond. Outra turnê bem sucedida foi completada antes do grupo começar a trabalhar na sua próxima composição musical, The Eye.
The Eye era outro trabalho conceitual revolvendo o tema da perseguição do cristianismo durante os anos. O álbum fez um explosivo debut e foi saudado com um clima de críticas e controvérsias a favor e contra o tema. A banda começou a ter alguns problemas com a sua gravadora (Roadrunner) enquanto a formação via King Diamond, a banda, se dissolver, com apenas King e o guitarrista Andy LaRocque restando, e posteriormente gravando para um novo selo.

### Reunião com Mercyful Fate (1992-1999)
Nesse meio tempo, King ouviu algumas canções em que o guitarrista original do Mercyful Fate, Hank Shermann, estava trabalhando, e que soavam como as verdadeiras raízes da banda. Estas faixas inspiraram tanto King que o Mercyful Fate foi reformado em 1992 com a formação original com King nos vocais, Shermann e Michael Denner na guitarra (que estava trabalhando junto com uma banda chamada Zoser Mez), Timi Hansen no baixo e um novo baterista, Snowy Shaw. Entretanto, uma menção deve ser feita: King nunca esqueceu seu projeto pessoal e sempre tencionou manter ambas as bandas funcionando ainda que o guitarrista Andy LaRocque tocasse no álbum do Death, "Individual Thought Patterns".
Cada banda foi rapidamente contratada pela gravadora Metal Blade e o Mercyful Fate gravou o fenomenal disco de volta, "In The Shadows". A reformada banda e seu álbum foram recebidos com entusiástica resposta no prestigiado Dynamo Festival na Países Baixos, um show com o Metallica na Dinamarca e uma farta vendagem de discos nos Estados Unidos. Um compacto ao vivo, The Bell Witch, era uma lembrança das excursões. O Mercyful Fate rapidamente aproveitou o barulho acerca de sua reformulação e gravou o álbum Time.
Nunca perdendo de vista sua própria banda, o duo de King e LaRocque continuou formulando ideias para a sua volta e recrutando novos membros. Literalmente, assim que as gravações de Time terminaram, King reentrou no Dallas Sound Lab (onde o os outros dois discos do Mercyful Fate foram gravados). The Spider's Lullabye estabeleceu o recomeço, com o guitarrista Herb Simonsem, o baixista Chris Estes, o baterista Darrin Anthony e o guitarrista de longa data Andy LaRocque. O novo álbum era de longe o melhor trabalho em anos.
Após isto, foi lançado The Graveyard, com excelentes arranjos e músicas, contando a história de um prefeito que abusava de sua filha de 7 anos e, ao ser flagrado por um sujeito com problemas mentais, o incrimina.
Em 1998 saiu Voodoo, uma incrível história sobre uma família que se muda para uma casa onde há um cemitério voodoo.

### Nova formação (2000-2007)

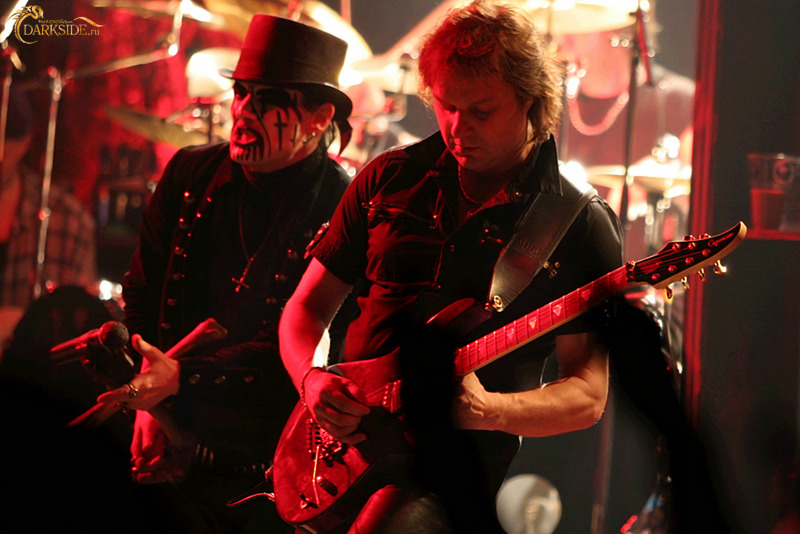
Banda em apresentação em Moscou, 2006.

Em 2000 King Diamond traz no House of God toda energia de seus primeiros discos. Com uma melhor produção e mais peso. O que se vê no CD são riffs pesadíssimos, muito heavy metal e os sempre clássicos e característicos vocais do próprio King, além da eterna ajuda do mestre Andy LaRocque - que mais uma vez dá uma aula de guitarra. Outro ponto positivo é o novo guitarrista: Glen Drover, que já entra totalmente entrosado na banda.
Novo disco em 2002: Abigail II: The Revenge. A capa é bem desenhada e o encarte é todo muito bem feito, com uma produção excelente. O disco segue o estilo dos últimos álbuns, entre eles The Graveyard e House Of God e não traz muitas novidades no instrumental, mas que em termos de King Diamond não decepciona, sempre com grandes riffs, muitos solos, ótimas melodias e muito peso, como sempre totalmente heavy metal. Andy LaRocque continua impecável.
Em 2003, é lançado The Puppet Master. O novo CD é de longe um dos melhores de King nos últimos anos. Músicas como a heavy tradicional The Ritual e a depressiva No More Me (onde nosso herói é transformado numa marionete através do mais sangrento ritual) mantém o mesmo estilo já consagrado por King Diamond, mas com um toque especial: há uma história perfeita e a música se encaixa com uma precisão magnífica. Outros destaques de peso ficam para as excelentes Blood to Walk, a balada depressiva So Sad (aonde King Diamond flerta de leve com o gótico) e a climática e assustadora Living Dead que fecha o CD, mas não encerra o drama daquele que era um ser humano e agora está condenado a viver como uma marionete para a eternidade.
Um excelente cd, que supera em muito tudo que Mr. Diamond fez nos anos 1990 e que se não é o melhor de todos, mostra que o senhor da escuridão e seus asseclas não estão perdendo o fôlego e continuam a toda na estrada.
2007: Give Me Your Soul... Please. O conceito do álbum parte da história de dois irmãos, uma menina e um garoto, mortos provavelmente pela mesma pessoa, ainda que exista uma incerteza se o irmão teria cometido suicídio. Todo o andamento da história a partir de então gira em torno da garotinha que busca uma forma de evitar que a alma de seu irmão vá parar no inferno. Quem nos conta essa história é Diamond, muitíssimo bem assessorado pelas guitarras de Andy LaRocque e Mike Wead, o baixo de Hal Patino, a batera de Matt Thompson e a voz de Livia Zita. A capa foi inspirada em uma pintura chamada “My Mother’s Eyes”, com a singela imagem de uma jovem garota usando um vestido todo ensanguentado e segurando dois olhos em suas mãos. A faixa "Never Ending Hill" recebeu uma nomeação para o Grammy na categoria "Best Metal Performance", e ainda produziram um videoclipe para a faixa-título.

### Atividade recente (2008-presente)

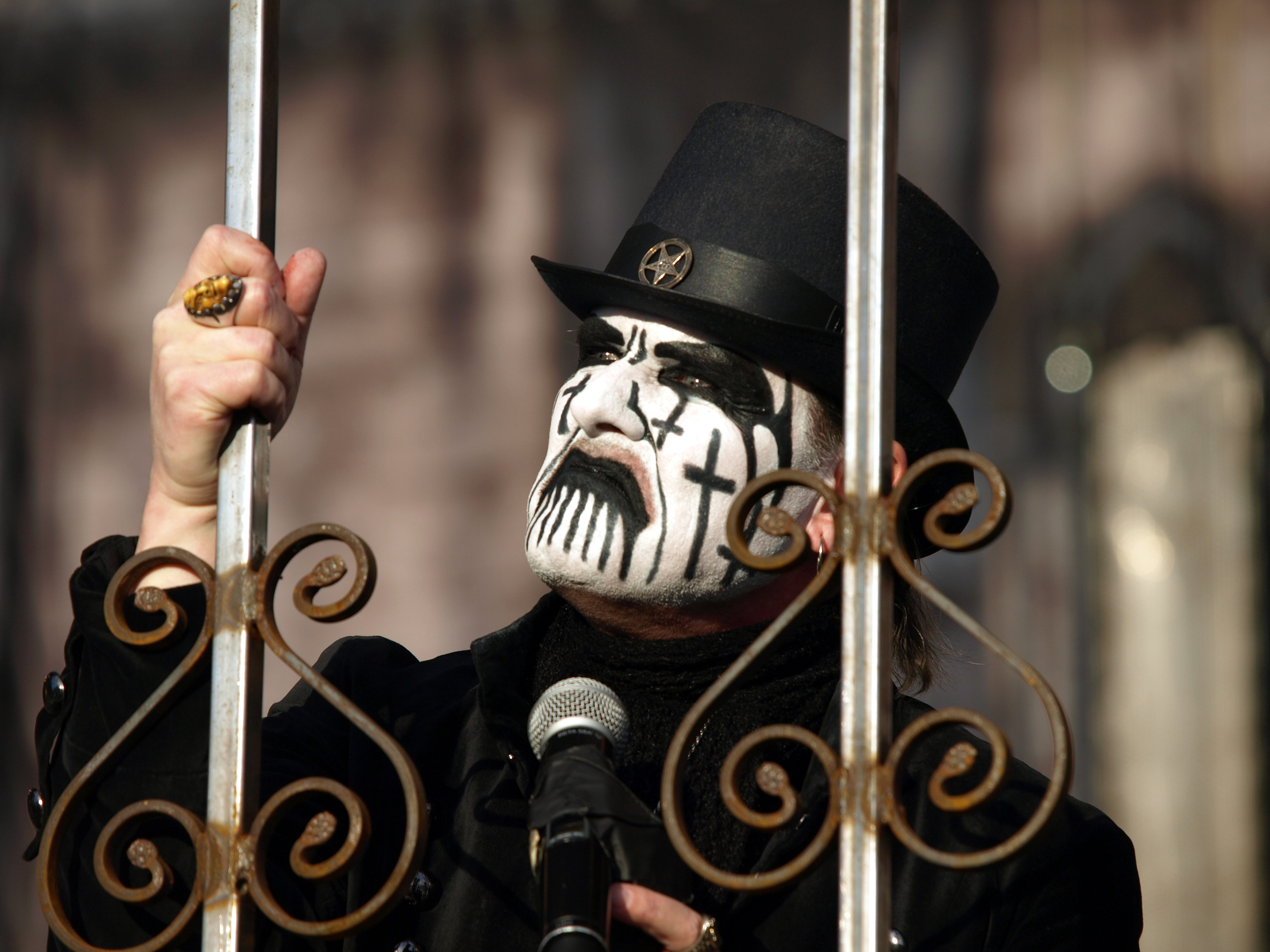
King Diamond em 2013

King fez uma participação no Ozzfest em 9 de agosto de 2008 em Frisco, TX, ao lado do Metallica, tocando um medley de canções do Mercyful Fate previamente lançada no disco Garage Inc. do Metallica. Mais cedo naquele dia, ele também tocou um cover de "A New Level" do Pantera com Vinnie Paul, Scott Ian, Max Cavalera, e Nick Bowcott.
Em 2009, King Diamond foi revelado como um personagem jogável no jogo eletrônico musical Guitar Hero: Metallica, aparecendo com a canção "Evil" do Mercyful Fate. Precisa-se tocar a canção com qualquer instrumento em qualquer dificuldade para desbloqueá-lo.
Em 29 de novembro de 2010, King foi levado ao hospital, onde foram descobertos vários bloqueios em suas artérias devido a seu forte hábito de fumar. Os médicos determinaram que ele teve alguns ataques cardíacos e que ele precisava que uma cirurgia de ponte de safena. A cirurgia foi executada com sucesso, e em 11 de dezembro de 2010 foi anunciado que ele já estava em casa se recuperando. Todos os seus projetos musicais foram postos de lado na época.
Em 7 de dezembro de 2011, King apareceu no palco com o Metallica no The Fillmore em San Francisco para celebrar o trigésimo aniversário do Metallica.
Em junho de 2012 ele tocou seu show de retorno no Sweden Rock Festival.  O show também contou com a presença de Michael Denner, Hank Shermann, Mikkey Dee e Michael Poulsen do Volbeat. Em 8 de setembro de 2012, King participou junto a Mark Tremonti no VH1 Classic's That Metal Show discutindo sua cirurgia e vários detalhes sobre eventos futuros.
King gravou como convidado no álbum do Volbeat de 2013, Outlaw Gentlemen & Shady Ladies, cantando na música "Room 24". Em agosto de 2013 King Diamond apresentou-se no Bloodstock Open Air Festival UK.
Em julho de 2014 a banda anunciou a saída de Hal Patino, após desentendimentos do mesmo com King, entrando em seu lugar Pontus Egberg. Também em 2014 foi lançada a coletânea  Dreams of Horror via Metal Blade Records, que engloba toda a carreira musical de Diamond.
Em 2015, King Diamond participou do Rockstar Energy Mayhem Festival, ao lado de Slayer,  Hellyeah , The Devil Wears Prada, Thy Art Is Murder, Jungle Rot, Sister Sin, Sworn In, Shattered Sun, Feed Her To The Sharks, Code Orange & Kissing Candice, que também participariam da Rockstar Tour. O festival foi programado para 26 paradas, começando em 26 de junho até 2 de agosto.

## Crenças religiosas
King Diamond segue o satanismo laveyano, o qual não vê como uma religião, mas como uma filosofia de vida, incluindo a leitura da Bíblia Satânica de Anton LaVey. O  jornalista Michael Moynihan o considera como "um dos poucos artistas do metal satânico dos anos 1980 que era algo mais do que um impostor utilizando una imagem diabólica para causar choque nas pessoas".
Apesar do escândalo gerado por suas letras na década de oitenta, sobretudo os álbuns de Mercyful Fate, Diamond já declarou ser tolerante com as diversas ideias religiosas, uma vez que não está afiliado a nenhuma em particular, embora mostra-se preocupado com a capacidade que os seres humanos tem para matar uns aos outros em nome de deus. Ele afirmou:
"Temos diferentes deuses e, entretanto, ninguém pôde mostrar ao resto do mundo que creem no deus correto e que este é o deus real, se é que  existe na realidade. O que me assusta é que somos capazes de matarmos uns aos outros por crer em diferentes deuses. Não podemos provar sua existência, mas continuamos nos matando por ele. Respeito as pessoas que creem em deus, em diferentes deuses, mas acho uma loucura que uma pessoa mate a outra por algo que está em sua própria mente. Ninguém sabe como eles são, ninguém sabe o significado da vida. Eu não sei o que é deus, mas o que eu sei é que eu não vou passar os próximos 20 anos de minha vida a pensar nisso. É uma loucura."

## Maquiagem

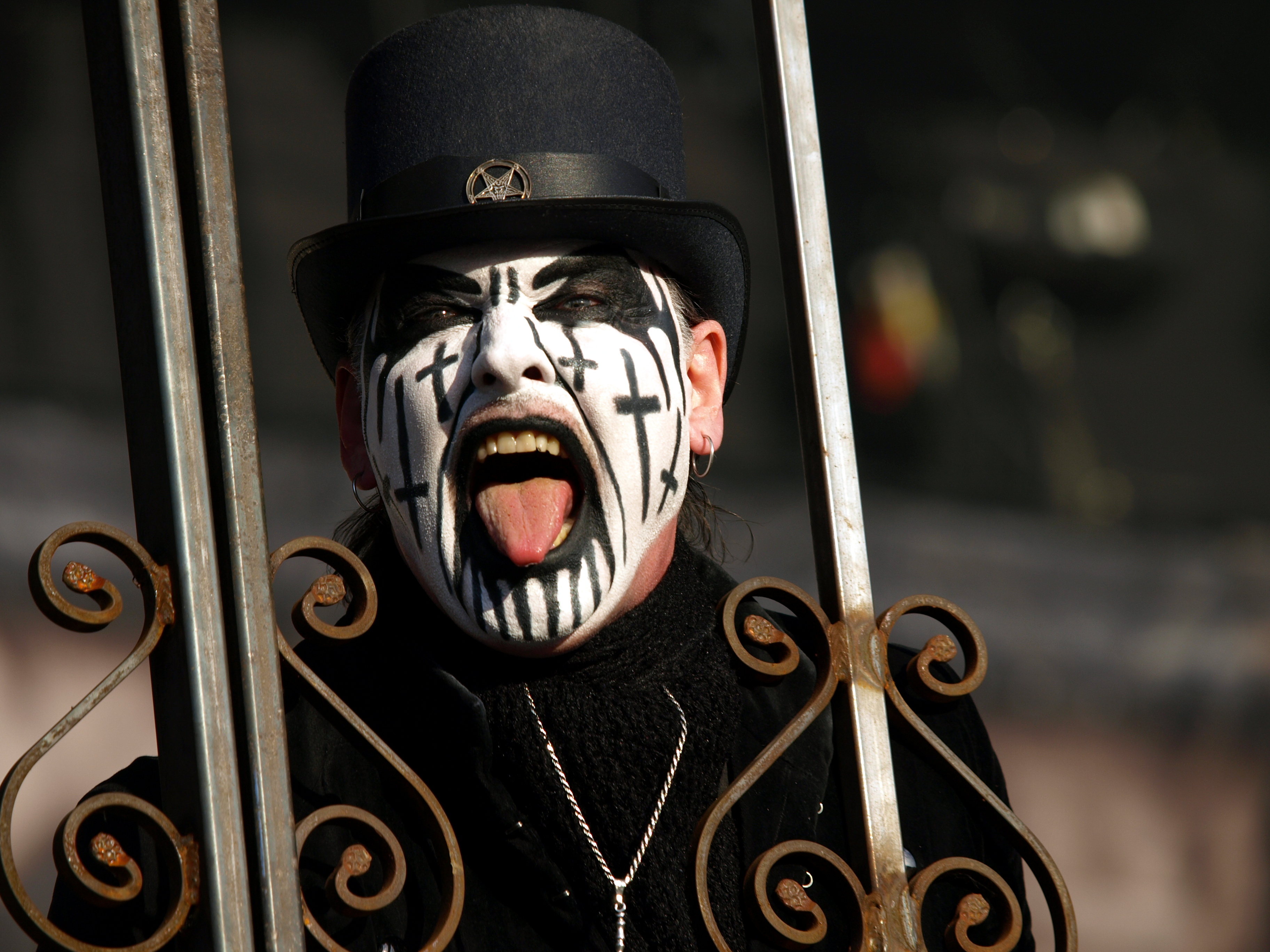
King Diamond com sua pintura facial.

King Diamond caraterizou-se desde a era do Mercyful Fate por seu peculiar corpse paint, tendo se transformado várias vezes ao longo de sua carreira. Em diversas ocasiões ele afirmou que inspirou-se em uma maquiagem que Alice Cooper usava no palco.
No início dos anos 1980, King recebeu dos Estados Unidos uma carta de Gene Simmons (Kiss), na qual acusava Diamond de ter copiado sua maquiagem (naquela época King usava um estilo muito parecido com o do música americano). Embora a acusação não tenha sido levada adiante, King decidiu por mudar seu  look e em pouco tempo apareceu com uma maquiagem bem diferente e muito mais chamativa.

## Legado
King Diamond ganhou gradualmente uma legião de seguidores no movimento underground do metal, e com o tempo acabou ganhando espaço no mainstream metálico, em grande parte graças a influência que exerceu em  bandas muito populares, como Slayer e  Metallica. Não obstante, sua verdadeira influência deu-se no início da cena do metal underground nos países escandinavos e posteriormente nos Estados Unidos e no resto da Europa. Desde o lançamento do álbum Melissa de Mercyful Fate, em 1983, é considerado um artista de culto e reconhecido como precursor do black metal, se bem que este ponto é bem discutido entre os fans. Alguns pensam que não há sentido em classificá-lo desta forma, devido a seu som, dado que sua música aproxima-se mais do  heavy metal tradicional (e em alguma ocasiões do speed metal e do metal progressivo) do que do black metal tal  como conhecemos atualmente. Outros argumentam que a influencia vem de suas  letras satânicas e deu sua imagem obscura, e nem tanto de seu som, apesar das bandas de black metal que não simpatizam com o satanismo de Anton LaVey rejeitam-o ideologicamente. Alguns acham prudente colocá-lo dentro do que é conhecido como a "primeira onda do black metal", junto a bandas tão distintas (tanto no sonido como nas letras) como Venom, Bathory, Celtic Frost e Sodom, as quais, apesar de sua imagem sombria, tem sua diferenças ideológicas com o black metal mais extremo que surgiria nos anos 1990.

## Integrantes da banda

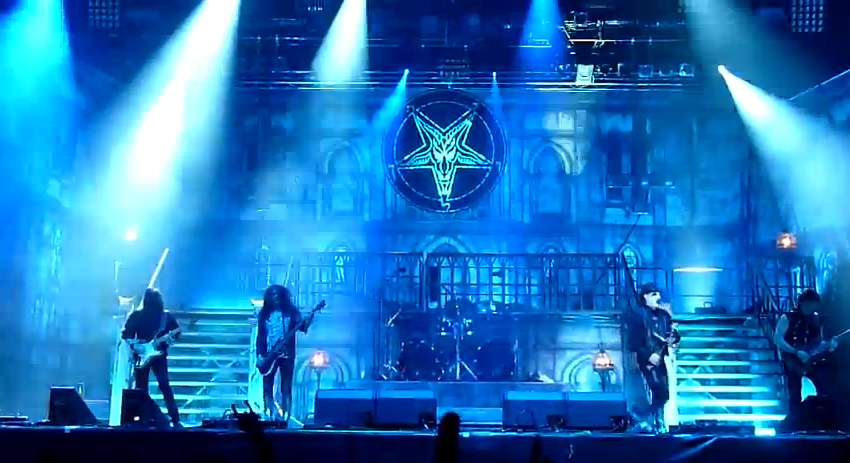
A banda em concerto em 2012

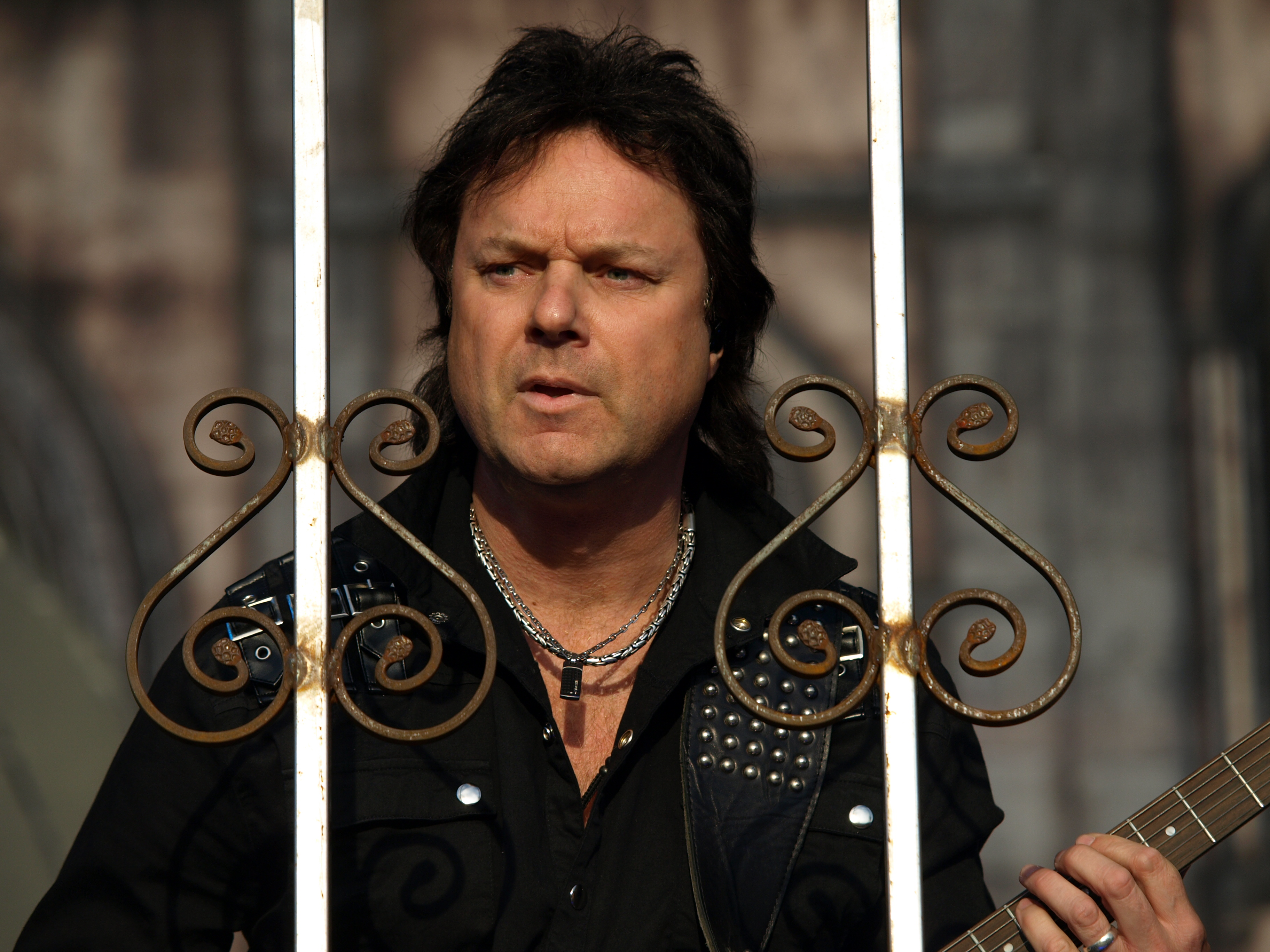
Andy LaRocque no Tuska Open Air 2013

### Formação atual
- King Diamond  –  vocal e teclado (1985-hoje)
- Andy LaRocque – guitarra e teclado (1985-hoje)
- Mike Wead  –  guitarra (1990-1995, 2000-hoje)
- Matt Thompson –  bateria (2000-hoje)
- Pontus Egberg –  baixo (2014-hoje)

### Antigos membros
- Michael Denner – guitarra (1985-1987)
- Timi Hansen – baixo (1985-1987)
- Mikkey Dee – bateria  (1985-1989)
- Pete Blakk – guitarra (1987-1990)
- Hal Patino  – baixo (1988-1990, 2000-2014)
- Snowy Shaw – bateria (1989-1994)
- Sharlee D'Angelo – baixo (1990-1993)
- Roberto Falcao – teclado e efeitos sonoros em vários álbuns
- Chris Estes – baixo (1995-2000)
- Herb Simonsen – guitarra (1995-1998)
- Darrin Anthony – bateria  (1995-1997)
- John Luke Hebert – bateria (1997-2000)
- Glen Drover – guitarra (1998-2000)
- David Harbour  – 	 baixo (2000)
- Kol Marshall  – teclado (2000, 2002)

## Discografia
| - Fatal Portrait (1986) - Abigail (1987) - "Them" (1988) - Conspiracy (1989) - The Eye (1990) - The Spider's Lullabye (1995) - The Graveyard (1996) - Voodoo (1998) - House of God (2000) - Abigail II: The Revenge (2002) - The Puppet Master (2003) - Give Me Your Soul... Please (2007) - The Institute (TBA) | - Mercyful Fate (1982) - Melissa (1983) - Don't Break the Oath (1984) - Return of the Vampire (1992) - In the Shadows (1993) - Time (1994) - Into the Unknown (1996) - Dead Again (1998) - 9 (1999) |

## Vídeo-clipes
| King Diamond - "Family Ghost" - "Welcome Home" - "Slepless Nights" - "Give Me Your Soul" - "A Mansion in Darkness" | Mercyful Fate - "Egypt" (1993) - "The Bell Witch" (1994) (diretor: John Kornarens) - "Nightmare Be Thy Name" (1994) - "Witches' Dance" (1994) - "The Uninvited Guest" (1996) - "The Night" (1998) |